# Championnat sud-américain de football de 1916
Navigation
Uruguay 1917
Le Championnat sud-américain de football de 1916 est la toute première édition du championnat sud-américain de football des nations, connu comme la Copa América depuis 1975. Elle a lieu à Buenos Aires (sauf la dernière rencontre entre Uruguayens et Argentins qui s'est déroulée à Avellaneda) du 2 au 17 juillet 1916. 
En 1916, la toute jeune confédération sud-américaine de football, la CONMEBOL, ne compte que quatre membres : l'Argentine, le Brésil, le Chili et l'Uruguay. Les quatre équipes répondent présents et participent à ce qui est le plus ancien tournoi entre équipes nationales. Bien qu'aucun trophée n'ait été remis au vainqueur, la CONMEBOL considère cette édition comme officielle.

## Résultats

### Classement final
Les quatre équipes participantes sont réunies au sein d'une poule unique où chaque formation rencontre une fois ses adversaires. À l'issue des rencontres, l'équipe classée première remporte la compétition.
|   | Équipe    | Pts | J | G | N | P | BP | BC | Diff |
| - | --------- | --- | - | - | - | - | -- | -- | ---- |
| 1 | Uruguay   | 5   | 3 | 2 | 1 | 0 | 6  | 1  | +5   |
| 2 | Argentine | 4   | 3 | 1 | 2 | 0 | 7  | 2  | +5   |
| 3 | Brésil    | 2   | 3 | 0 | 2 | 1 | 3  | 4  | -1   |
| 4 | Chili     | 1   | 3 | 0 | 1 | 2 | 2  | 11 | -9   |

| 2 juillet  | Uruguay   | 4 | 0 | Chili     |
| 6 juillet  | Argentine | 6 | 1 | Chili     |
| 8 juillet  | Brésil    | 1 | 1 | Chili     |
| 10 juillet | Argentine | 1 | 1 | Brésil    |
| 12 juillet | Uruguay   | 2 | 1 | Brésil    |
| 17 juillet | Uruguay   | 0 | 0 | Argentine |

### Matchs
| 2 juillet 1916                                                                                       | Uruguay                               | 4 – 0                                                                                              | Chili | Estadio G.E.B.A. (Buenos Aires)             |                                             |
| | Piendibene 44e, 75e · Gradín 55e, 71e | (1 - 0)                                                                                            |       | Spectateurs : 3 000 Arbitrage : Hugo Gronda | Spectateurs : 3 000 Arbitrage : Hugo Gronda |
| Saporiti - Castelino, Foglino - Pacheco, Delgado, Varela - Somma, Romano, Piendibene, Gradín, Brachi | Équipes                               | Guerrero - Cárdenas, Wittke - Abello, Teuche, Unzaga - Salazar, Fuentes, Gutiérrez, Moreno, Geldes |       | Spectateurs : 3 000 Arbitrage : Hugo Gronda | Spectateurs : 3 000 Arbitrage : Hugo Gronda |

| 6 juillet 1916                                                                                           | Argentine                                                            | 6 – 1                                                                                           | Chili    | Estadio G.E.B.A. (Buenos Aires)                |                                                |
| | Ohaco 2e, 75e · Brown 60e (pen.), 62e (pen.) · Marcovecchio 67e, 89e | (1 - 1)                                                                                         | Báez 44e | Spectateurs : 18 000 Arbitrage : Sidney Pullen | Spectateurs : 18 000 Arbitrage : Sidney Pullen |
| Rithner - Reyes, Brown - Martínez, Olazar, Badaracco - Heissinger, Ohaco, Marcovecchio, Guidi, Perinetti | Équipes                                                              | Guerrero - Cárdenas, Wittke - Abello, Teuche, Unzaga - Báez, Fuentes, Gutiérrez, France, Geldes |          | Spectateurs : 18 000 Arbitrage : Sidney Pullen | Spectateurs : 18 000 Arbitrage : Sidney Pullen |

| 8 juillet 1916                                                                                             | Brésil          | 1 – 1                                                                                        | Chili       | Estadio G.E.B.A. (Buenos Aires)              |                                              |
| | Demósthenes 29e | (1 - 0)                                                                                      | Salazar 85e | Spectateurs : 15 000 Arbitrage : León Peyrou | Spectateurs : 15 000 Arbitrage : León Peyrou |
| Marcos - Orlando, Nery - Sidney, Lagreca, Galo - Luiz Menezes, Demósthenes, Friedenreich, Alencar, Arnaldo | Équipes         | Guerrero - Cárdenas, Wittke - Abello, Teuche, Unzaga - Báez, Salazar, France, Moreno, Geldes |             | Spectateurs : 15 000 Arbitrage : León Peyrou | Spectateurs : 15 000 Arbitrage : León Peyrou |

| 10 juillet 1916                                                                                          | Argentine  | 1 – 1 | Brésil      | Estadio G.E.B.A. (Buenos Aires)               |                                               |
| | Laguna 10e | (1 - 1)                                                                                                  | Alencar 23e | Spectateurs : 16 000 Arbitrage : Carlos Fanta | Spectateurs : 16 000 Arbitrage : Carlos Fanta |
| Rithner - Chiappe, Brown - Martínez, Olazar, Badaracco - Heissinger, Laguna, Marcovecchio, Guidi, Bincaz | Équipes    | Casemiro - Orlando, Nery - Sidney, Lagreca, Galo - Luiz Menezes, Amílcar, Friedenreich, Alencar, Arnaldo |             | Spectateurs : 16 000 Arbitrage : Carlos Fanta | Spectateurs : 16 000 Arbitrage : Carlos Fanta |

| 12 juillet 1916                                                                                        | Uruguay                  | 2 – 1 | Brésil          | Estadio G.E.B.A. (Buenos Aires)               |                                               |
| | Gradín 58e · Tognola 77e | (0 - 1) | Friedenreich 8e | Spectateurs : 15 000 Arbitrage : Carlos Fanta | Spectateurs : 15 000 Arbitrage : Carlos Fanta |
| Saporiti - Castelino, Varela - Pacheco, Delgado, Vanzzino - Somma, Romano, Piendibene, Gradín, Tognola | Équipes                  | Casemiro - Orlando 16e, Nery - Sidney, Lagreca, Galo - Luiz Menezes, Amílcar, Friedenreich, Mimí Sodré, Arnaldo |                 | Spectateurs : 15 000 Arbitrage : Carlos Fanta | Spectateurs : 15 000 Arbitrage : Carlos Fanta |

| 17 juillet 1916                                                                                      | Argentine | 0 - 0                                                                                                | Uruguay | Estadio Racing Club (Avellaneda)              |                                               |
| |           | (0 - 0)                                                                                              |         | Spectateurs : 17 000 Arbitrage : Carlos Fanta | Spectateurs : 17 000 Arbitrage : Carlos Fanta |
| Isola - Díaz, Reyes - Martínez, Olazar, Badaracco - Heissinger, Ohaco, H. Hayes, E. Hayes, Perinetti | Équipes   | Saporiti - Benincasa, Foglino - Zibechi, Delgado, Varela - Somma, Tognola, Piendibene, Gradín, Marán |         | Spectateurs : 17 000 Arbitrage : Carlos Fanta | Spectateurs : 17 000 Arbitrage : Carlos Fanta |

| Championnat sud-américain de football de 1916 - Vainqueur Uruguay 1er titre |

## Classement des buteurs
3 buts
- Isabelino Gradín

2 buts
- Juan Domingo Brown
- Alberto Marcovecchio
- Alberto Ohaco
- José Piendibene

1 but
- José Laguna
- Manoel Alencar Monte

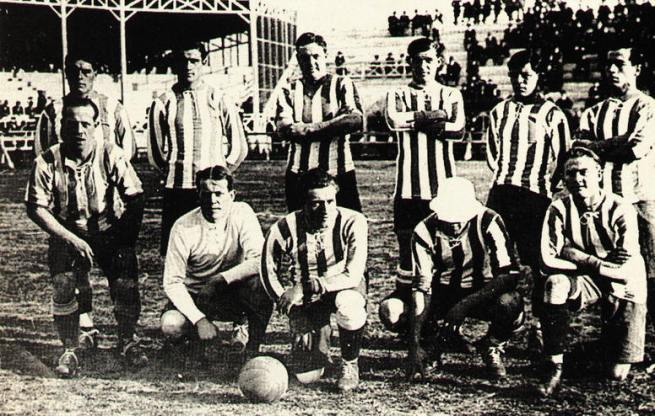
L'Argentine vice-championne d'Amérique du Sud 1916. Debout, de gauche à droite : Reyes, Olazar, Brown, Guidi, Badaracco, Martínez ; Accroupis, de gauche à droite : Perinetti, Wilson, Marcovecchio, Ohaco, Heissinger.

- Demósthenes Correa de Syllos
- Arthur Friedenreich
- Telésforo Báez
- Hernando Salazar
- José Tognola